# Masakr v Tal al-Zátar
Masakr v Tal al-Zátar se odehrál zejména 12. srpna 1976 v palestinském uprchlickém táboře na předměstí Bejrútu v Libanonu během libanonské občanské války. Masakr provedly křesťanské nacionalistické milice, které vedla Libanonská fronta. Obléhání uprchlického tábora začalo v lednu 1976. Šlo o součást válečného tažení libanonských křesťanů s cílem vyhnat Palestince a Organizaci pro osvobození Palestiny. Po pěti měsících obléhání se milicím podařilo prolomit obranu a v červnu zaútočit na tábor. Následně byl v srpnu masakr uprchlíků dokonán. Během masakru byly zabity dva až tři tisíce Palestinců.

## Pozadí
V době vypuknutí libanonské občanské války v roce 1975 byl Libanon útočištěm pro velké množství palestinských uprchlíků. Tal al-Zátar byl uprchlický tábor, který sestával z tří tisíc budov, ve kterých žilo dvacet tisíc Palestinců. Tábor byl registrovaný u Úřadu OSN pro palestinské uprchlíky na Blízkém východě. V táboře dominovala politická frakce Sa'ika. Někteří uprchlíci se během války přidali k organizaci Sa'ika, která bojovala na straně Baasistické Sýrie proti Organizaci pro osvobození Palestiny. Do června 1976 získala nad táborem kontrolu frakce Arabská osvobozenecká fronta, která byla zase financovaná Baasistickým Irákem.
V dubnu 1975 skupina členů maronitské strany Katáib přepadla autobus, který jel do tábora Tal al-Zátar a zabili 27 lidí a 19 zranili. V prosinci 1975 došlo zase k zabití pěti členů strany Katáib. Následně maronitské milice přepadávaly stovky muslimů v Bejrútu.
V roce 1976 byl tábor Tal al-Zátar poslední palestinskou enklávou enklávou v jinak křesťanském východním Bejrútu. Byl to také jeden z nejstarších a největších uprchlických táborů v Libanonu.

## Průběh

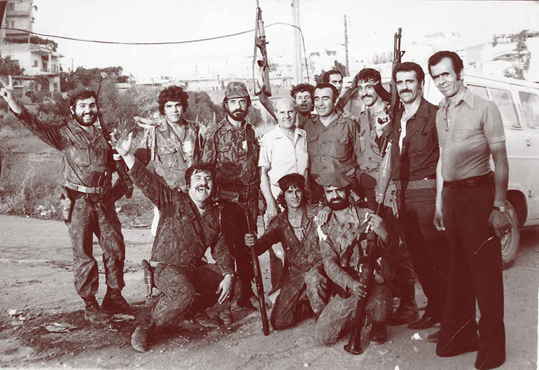
Bojový velitel strany Katáib William Hawi (uprostřed) s milicemi během obléhání tábora

Uprchlický tábor Tal al-Zátar začal být obléhán v lednu 1976, kdy ho obklíčilo 1400 členů různých křesťansko nacionalistických milicí. Milice měly také ve výzbroji tanky M51 Sherman a obrněné vozy Panhard AML.
V červnu 1976 začal útok milicí na tábor, ve kterém se nacházelo 1500 ozbrojených členů Organizace pro osvobození Palestiny (respektive členové Sa'ika a Arabské osvobozenecké fronty). V menším počtu byly v táboře také členové Lidové fronty pro osvobození Palestiny a Lidové fronty pro osvobození Palestiny - Hlavní velení. V táboře operovali také zahraniční fedajíni, kteří se nehlásili k Organizaci pro osvobození Palestiny. Právě množství navzájem nespolupracujících palestinských frakcí významně přispělo k dobytí tábora maronity. Frakcím se nedařilo obležení narušit ani zvenčí. Opět zejména kvůli neschopnosti spolupracovat. Lidé v táboře při obléhání vyvěšovali palestinské a libanonské vlajky, což maronité považovali za provokace a zesílili útoky.
Dne 11. srpna 1976 představitelé Arabské osvobozenecké fronty uvedli, že bylo dosaženo dohody a že bojovníci i uprchlíci budou moci v míru opustit tábor za asistence Červeného kříže. Maronité do té doby nepovolili vstup Červeného kříže do tábora. Následujícího dne začaly davy lidí opouštět tábor, na jeho hranicích ale čekaly maronitské milice. Následující masakr si vyžádal mezi dvěma a třemi tisíci zabitých Palestinců.
Novinář Robert Fisk uváděl, že mnoho přeživších masakru z něj vinilo Jásira Arafata, který podle nich podněcoval bojovníky k boji, ačkoliv maronité měli převahu. Arafat měl údajně obětovat lidi v Tal al-Zátar, aby měl dostatek obětí pro vzbuzení mezinárodního zájmu o situaci Palestinců.